# Berthe Bénichou-Aboulker

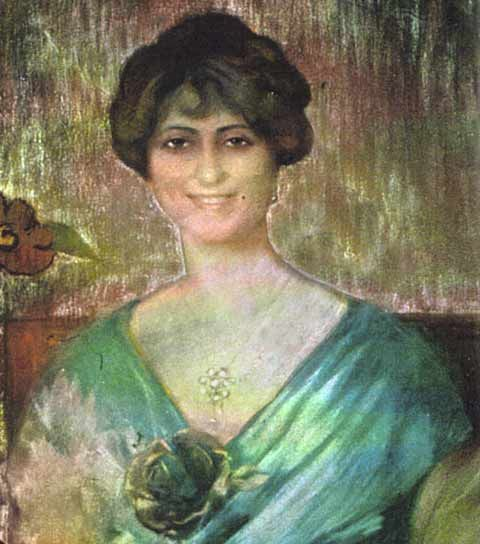
Berthe Bénichou-Aboulker, undatiertes Porträt aus dem Besitz der Familie

Berthe Sultana Bénichou-Aboulker (* 16. Mai 1886 in Oran; † 19. August 1942 in Algier) war eine französische Schriftstellerin in Algerien, deren Drama La Kahena, reine berbière (Kāhina, die Berberkönigin) 1933 das erste in Algerien publizierte Werk einer Frau war.

## Leben
Bénichou-Aboulker war die Tochter von Adélaïde Mazeltov Mazeltob Azoubib und ihrem zweiten Ehemann Mardochée Bénichou, die zu den großen jüdischen Familien in Oran gehörten, wo sie eine berühmte Villa mit einer eigenen Synagoge bewohnten. Die Mutter, selbst eine Autorin, entstammte der Familie des Rabbis Schimon ben Tsemach Duran. Bénichou-Aboulker erhielt wie ihre Mutter und alle Frauen ihrer Familie eine gute französische Erziehung.
1908 heiratete sie den Medizinprofessor Henri Samuel Aboulker (1876–1957). Das Paar hat vier Kinder: José (1920–2009), der Arzt wurde, Marcelle, Colette, die Psychotherapeutin wurde, sowie eine Tochter, die im Kindesalter starb.
Bénichou-Aboulker war Musikerin und Sängerin, aber auch eine gute Malerin und unterrichtete auch ihre eigene Tochter darin. Sie wurde ein aktives Mitglied der jüdischen intellektuellen Kreise, die sich zu Beginn des 20. Jahrhunderts in den algerischen Städten bildeten. Bekannt wurde Bénichou-Aboulker durch ihre Veröffentlichungen. Die früheste, ein Theaterstück in drei Akten mit dem Titel ‘‘La Kahéna, reine berbère‘‘, stammt aus dem Jahr 1933. Es handelt sich um ein Stück über die Berberin Kāhina, im Stück eine Jüdin, die im 7. Jahrhundert eine Armee gegen die Eroberung der Aurès durch die arabischen Muslime anführt. Die Veröffentlichung des Werks in Algier war dort die erste einer in Algerien veröffentlichten Schriftstellerin. Bénichou-Aboulker veröffentlichte eine Reihe von weiteren Theaterstücken sowie Gedichtsammlungen. Andere Werke sind nach Angaben der Familie nie veröffentlicht worden, darunter auch ein Stück über Gracia Nasi. Weitere schon zur Veröffentlichung in Vorbereitung befindliche Werke sollen beim algerischen Verleger Charlot während des Zweiten Weltkriegs durch die Bombardierung der Stadt vernichtet worden sein.
Während des Zweiten Weltkriegs arbeiteten die Familie eng mit den Alliierten zusammen, um 1942 die Landung der amerikanischen Truppen im Rahmen der Operation Torch vorzubereiten. Bénichou-Aboulker starb im August des Jahres 1942. Ihr Mann erhielt für eine führende Rolle im algerischen Widerstand die Médaille de la Résistance, ihr Sohn José wurde mit den Orden Ordre de la Libération und Compagnon de la Libération ausgezeichnet, ihre Tochter Colette mit dem Croix de Guerre.
Die patriotische, für ein religiös und rassisch pluralistisches Algerien eintretende Einstellung der Familie und von Bénichou-Aboulker zeigt sich nicht nur in der Wahl der historischen Themen, sondern auch in den Formulierungen ihrer Werke. Ein typisches Beispiel ist das Sonett Algérie aus dem Gedichtband Pays de flamme, das neben den drei Frauen mit Namen aus unterschiedlichen Religionen auch eine schwarze und eine weiße Frau als völkervebindendes Sinnbild für Algerien setzt:
Tout croît intensément sur ton sol, Algérie!

Arbres, fleurs et blé d'or protégés par Cérès,

Fruits juteux, fruits de chair : Fatma, Rachel, Inès,

Zohra la mulâtresse ou la blanche Marie.

Que n'ai-je telle un chantre une langue fleurie

Pour célébrer le champ d'olivier, d'aloès

Où parfois vient rôder l'ombre de Cervantès

Prisonnier du Pirate en vieille Barbarie.

Exhalant des parfums de menthe et de henné,

Cités d'ardent essor et de luxe effréné:

Alger, Oran, Cirta, débordantes de sève

Ouvrent en éventail leurs bras blancs ou dorés

Pour recevoir le jour. En prismes irisés

Se transforment alors les rochers ou la grève.

## Werke
Drama
- La Kahena, reine berbère, Stück in drei Akten und sieben Aufzügen in Versform. P. & G. Soubiron, Algier 1933.
- Louise de Lavallière, Stück in drei Akten und fünf Aufzügen in Versform, mit Illustrationen von Francis Harburger.  P. & G. Soubiron, Algier 1935.

Lyrik
- Pays de flamme. P. & G. Soubiron, Algier 1935.
- Danses, visions. La Maison des livres, Algier 1939.
- Balkis la Sabéenne, Poèmes à Rébécca et Le Stratagème. La Maison des livres, Algier 1939.